# Kenneth Tencio
Kenneth Tencio Esquivel (Guadalupe, Cartago, 6 de diciembre de 1993) es un ciclista olímpico costarricense de BMX freestyle o estilo libre. Es un deportista conocido en Costa Rica  por participar en competiciones de la modalidad de BMX freestyle en los X-Knights, ganar la medalla de plata en el Campeonato Mundial de Ciclismo Urbano de 2018 y por clasificar en 2019 a los Juegos Olímpicos de Tokio 2020. 
Se coronó campeón del Open Sudamericano de BMX Freestyle 2023, efectuado en Lima, Perú, el 7 y 8 de abril de ese año.

## Reseña biográfica y trayectoria
Kenneth Tencio regresó a Costa Rica después de un viaje por Estados Unidos y México donde realizó múltiples apariciones deportivas y se unió formalmente al equipo Red Bull, para el año 2014 era señalado como uno de los Riders con mayor crecimiento y completos del momento, cerrando ese año en la posición 9 del ranking mundial.
Fue subcampeón en el Campeonato Mundial de Ciclismo Urbano de 2018 realizado en Chengdu, China, quedando campeón el estadounidense Justin Dowell. Ganó además el tercer lugar en el BMX Freestyle: Simple Session Tallinn en Estonia 2018 y también participa en 2019 obteniendo  el mismo puesto.
En 2019 logró ganar el primer lugar en el campeonato BMX en Madrid (Campeonato de Europa BMX Freestyle Park). En ese mismo año Kenneth Tencio participó en los mundiales de BMX en China quedando en la posición número 13 no pudiendo ingresar a los primeros 12 puestos para disputar las finales de las competiciones pero sus resultados fueron suficiente para que obtuviera la clasificación a los Juegos Olímpicos de Tokio 2020.
Participó en el campeonato Mundial de Ciclismo Urbano del 2021 que se celebró en Montpellier (Francia), donde quedó eliminado en semifinales.
En los Juegos Olímpicos de Tokio 2020, realizados en el año 2021, participó en la competencia de BMX park estilo libre masculino junto a otros 8 participantes, en la ronda final del 31 de julio compitiendo por las medallas, obtuvo el cuarto puesto con un 90.50 como puntaje más alto.
Actualmente residente de Jacó de Garabito, donde tiene su propio campo de entrenamiento: el 10cio Park, un complejo deportivo para freestyle.

## Logros deportivos  destacados
- Medalla de plata en el Campeonato Mundial de Ciclismo Urbano de 2018.[9]

- Tercer lugar en el international Red Bulls featured 2025